# Šabtaj (osobní jméno)
Šabtaj, či Šabetaj (hebrejsky שבתאי nebo שבתי‎, v jiných jazykových přepisech Shabtai, Sabbatai, Sabbathai, Shabbatai, Sabbetai, ad.) je židovské (hebrejské) mužské jméno.
Podle Encyclopaedia Biblica, jak už název napovídá, mohlo by to znamenat člověka narozeného v sobotu (Šabat). Nejpravděpodobněji se však jedná o změnu etnického Zefathi, „Zephathite“ (jako Zarephathi a Zarephatite). Babylonské jméno Šabbatâ'a z Nippuru uvádí Hilprecht.

## Významné osobnosti se jménem Šabtaj
- Šabetaj, jedna nebo více biblických postav
- Šabtaj ben Josef Bass (1641–1718), otec židovské bibliografie a autor
- Šabtaj ben Meir ha-Kohen (1621–62), „Šach“, známý talmudista a halachista
- Šabtaj Cvi, (1626–1676), sefardský rabín a kabalista a falešný mesiáš, získal mnoho přívrženců, až do své konverze k islámu
- Šabtaj Danjiel (1909–1981), izraelský novinář a politik
- Šabtaj Donnolo (* 913– po roce 982) italský židovský lékař a učenec
- Šabtaj Šeftl Horowitz (1565–1619), pražský židovský učenec a kabalista
- Šabtaj Šeftl Horowitz ml. (asi 1590–1660), rabín a talmudista
- Šabtaj Kalmanovič (1947–2009), špion KGB
- Šabtaj ha-Kohen – holešovský rabín a významný židovský učenec
- Šabtaj Levy (1876–1956), izraelský starosta Haify
- Šabtaj Rosenne (1917–2010), izraelský profesor a diplomat
- Šabtaj Šavit (1941–2023), izraelský generální ředitel Mossadu
- Šabtaj Šichman (1915–1987), izraelský politik
- Šabtaj Teveth (* 1925), izraelský novinář a akademik
- Shabtai Zisl ben Avraham, hebrejské jméno Boba Dylana (* 1941), americký zpěvák